# احمدآباد تازه‌کند (کلیبر)
احمدآباد تازه‌کند یکی از روستاهای استان آذربایجان شرقی است که در دهستان پیغان‌چایی بخش مرکزی شهرستان کلیبر واقع شده‌است.